# 黃國揚
黃國揚（？—），綽號「腸仔」，香港籃球運動員。他曾代表中華民國參加1958年亞洲運動會、1959年世界籃球錦標賽等國際賽事。退休後投入指導工作，並定居美國。

## 外部連結
- 黃國揚在archive.fiba.com（archived）（英语）